# 가면라이더 류우키
가면라이더 류우키(일본어: 仮面ライダー龍騎 카멘라이다 류우키[*])는 2002년 2월 3일부터 2003년 1월 19일까지 방영된 일본 도에이 애니메이션의 특수촬영 드라마이다. 미국에서는 2009년 《가면라이더 드래곤나이트》 라는 제목으로 리메이크되었다.

## 배경
작품의 시간적 배경은 2002년이다. 거리에서 갑자기 사람들이 사라지는 실종 사건이 연속으로 벌어지자, 사건의 진상을 쫓기로 한 ORE 저널의 견습 기자인 키도 신지는 어느 날 실종자의 방을 취재하던 도중 검은색 카드 덱을 발견하였다. 카드 덱을 주운 순간 기도는 미러 월드에 서식하고 있는 '미러 몬스터'들을 볼 수 있게 되었고, 그들이 사람들을 납치해 간다는 사실을 알게 되었다. 그 곳으로 빨려들어간 키도는 가면라이더 나이트를 만나게 되고, 가면라이더의 존재와 라이더들의 싸움에 대해서 알게 된다. 그 후, 키도는 미러 몬스터와의 싸움을 위해 자신을 습격한 "드래그 레더"와 계약해 "가면라이더 류우키"로 변신한다.

## 관련 설정들
미러 월드(ミラーワールド 미라와루도[*]/Mirror World)
거울 속에 존재하는 세계로, 거울에 비친 것처럼 좌우가 바뀌어 있는 것 말고는 현실 세계와 같지만, 몬스터나 그외의 미러 월드에 사는 생명체 말고는 아무도 살지 않는 세계이다. 미러 월드가 만들어진 이유에는 칸자키 남매가 관련 되어있다. 보통의 사람은 일정 시간이 지나면 입자화되어 서서히 사라진다. 반대로 미러 월드에 존재하는 생명체가 현실 세계에서는 오래 있을 수 없다. 가면라이더들의 경우 활동 시간은 9분 55초 한정되어있다. (극장판에서만 등장하는 가면라이더 류우가의 경우 무제한의 활동 시간을 갖는다.) 기본적으로 거울로만 출입이 가능하나, 유리, 금속, 웅덩이 등 모습이 비치는 물체라면 뭐든지 출입이 가능하다.
미러 월드의 몬스터와 계약
미러 월드의 몬스터는 미러 월드 속에서 존재하는 몬스터로, 다른 몬스터가 죽고 발생하는 에너지를 섭취하면서 살아간다. 몬스터에게서 발생하는 에너지는 가면라이더에게 쓰러졌을 경우에만 발생하며, 몬스터끼리의 싸움에서 에너지가 발생하는 등의 묘사는 나타나지 않는다. 미러 월드의 몬스터들은 현실 세계에서 오래 있을 수 없기 때문에, 인간들을 습격하는 경우에만 나타난다. 몬스터의 형태는 다양한데, 드래그래더나 베노스네이커처럼 동물이 모티브가 되거나, 기가젤처럼 인간과 비슷한 형태도 있다. 가면라이더들은 야생의 미러 월드 몬스터들과 계약을 통해서 힘을 발휘한다. 여기서 계약이란 몬스터의 의사와는 상관없이 가면라이더의 의사만으로 계약이 성립된다. 몬스터와의 계약은 몬스터의 에너지를 제공하는 조건으로 싸워주는 것으로, 가면라이더와 몬스터 사이에 충성이나 우정은 없다. 기본적으로 한 명의 라이더는 한 마리의 몬스터만 계약이 가능하나, 여러장의 계약 카드를 갖고 있는 가면라이더 오쟈의 경우 여러 마리의 몬스터와 계약을 맺고있다.
계약된 카드덱이 깨졌을 경우, 에너지를 제공할 수 없다는 것으로 간주하고 몬스터에게 죽임을 당할 수 있기 때문에, 가면라이더는 항상 위험에 노출되어 있다고 볼 수 있다. 가면라이더보다 먼저 몬스터가 죽었을 경우에 그 라이더는 블랭크체가 된다.
어드벤트 카드(アドベントカード 아도벤토카도[*]/Advent Card)
카드덱에는 한 묶음의 어드 벤트 카드가 들어있는데, 계약 몬스터를 다루기 위해서는 카드 데크에서 어드 벤트 카드 한 장을 뽑아서, 전용 바이저에 장착함으로써 능력을 사용할 수가 있다. 각각의 가면라이더들이 가지고 있는 어드벤트 카드의 종류는 정해져 있기 때문에, 다른 가면라이더가 카드를 사용한다고 하더라도, 본래의 소유자에게 효과가 나타난다. 1회의 전투 중에 한 번 사용한 카드는 더 이상 사용할 수가 없다. 카드로 소환된 무기는 가면라이더와 계약하고 있는 몬스터의 몸의 일부이나, 본체와는 다르다. 예를 들자면, 류우키가 드래그크로(스트라이크 벤트)를 착용한다고 해서, 몬스터 드래그래더의 머리가 없어지는 것은 아니다.) 카드 효과의 힘은 AP 라는 단위를 사용하는데, 1 AP는 0.05t 에 달하는 것으로 간주한다.

## 캐스트
- 키도 신지 - 스가 타카마사, 오인성, 이원찬
- 아키야마 렌 - 마츠다 사토시, 최재호, 이상헌
- 칸자키 유이 - 스기야마 아야노, 이현진, 임주현
- 칸자키 시로 - 키쿠치 켄자부로, 정승욱, 홍진욱
- 키타오카 슈이치 - 료헤이, 김정은, 정재헌
- 유라 고로 - 유게 토모히사, 이병욱
- 아사쿠라 타케시 - 하기노 타카시, 이주창, 이상범
- 스도 마사시 - 키무라 타케시, 김기흥
- 테즈카 미유키 - 타카노 핫세이, 최한
- 시바우라 준 - 이치조 사토시, 홍범기
- 토조 사토루 - 타카츠키 준, 김기흥
- 사노 미츠루 - 휴가 타카시, 김광국
- 오오쿠보 다이스케 - 츠다 칸지, 이종혁, 전태열
- 모모이 레이코 - 쿠온 사야카, 박경혜, 장경희
- 시마다 나나코 - 쿠리하라 히토미, 정혜옥, 배정민
- 아사노 메구미 - 모리시타 치사토, 정선혜
- 칸자키 사나코 - 츠노가에 카즈에, 이용신
- 오가와 에리 - 츠부라 마히루, 정유미
- 나카무라 하지메 - 미즈노 준이치, 현경수
- 카가와 히데유키 - 진보 사토시, 박만영
- 가면라이더 오딘의 목소리, 바이저 음성 - 코야마 타케시, 박만영
- 슬래시 바이저 음성 - 에다무라 미도리
- 나레이션 - 스즈키 에이이치로, 정승욱

## 슈트 액터
- 류우키 - 타카이와 세이지
- 나이트 - 이토 마코토
- 졸다, 얼터너티브, 얼터너티브 제로 - 오시카와 요시후미
- 오쟈, 오딘 - 오카모토 지로
- 시저스 - 오카타 료지
- 라이어, 오쟈 (대역) - 야베 케이조
- 가이 - 미즈타니 타케시
- 타이거 - 나가세 나오키
- 임페러 - 시라이 마사시

## 주제가·삽입곡
- "Alife a life" (여는 곡)
  - 작사: 에비네 유코
  - 작곡: 와다 코헤이
  - 편곡: 와다 코헤이 & 혼다 카즈야
  - 노래: 마츠모토 리카

최종화에서는 여는 곡이 나오지 않았다.
- 끝없는 희망 (일본어: 果てなき希望（いのち） 하테나키 이노치[*])
  - 작사: 아오야마 신이치로
  - 작곡: 쓰지 요우
  - 편곡: 사카시타 마사토시
  - 노래: 키타다니 히로시
  - 사용: 1화 ~ 17화

- 끝없는 불꽃 속으로 (일본어: 果てしない炎の中ヘ 하테시나키 호노오노 나카에[*])
  - 작사: 테라다 케이코 & 안도 요시히코
  - 작곡: 노무라 요시오
  - 편곡: RIDER CHIPS
  - 노래: RIDER CHIPS feat. 테라다 케이코
  - 사용: 18화

- "Revoltion"
  - 작사: 에비네 유코
  - 작곡 및 편곡: 사카이 미키오
  - 노래: 키타다니 히로시
  - 사용: 34화 ~ 37화, 39화 ~ 50화, TV 스페셜

- "Lonely Soldier"
  - 작사: 에비네 유코
  - 작곡: 쓰지 요우
  - 편곡: 콘도 아키오
  - 노래: 마츠다 사토시 (아키야마 렌)
  - 사용: 38화

## 수출
《가면라이더 드래곤나이트》 뿐만 아니라, 류우키 원본이 수출되기도 하였다. 대한민국에는 "가면라이더 드래건"이라는 명칭으로 2005년 1월부터 방영되었다. 그 밖에 필리핀에서는 Masked Rider Ryuki로 수출되었고, 말레이시아, 인도네시아에도 수출되었다.